# Borda Barraquer
Borda Barraquer es un cultivar de higuera de tipo higo común Ficus carica, unífera (con una sola cosecha por temporada, los higos de otoño), con higos de epidermis de color de fondo azul difuso con sobre color azul oscuro mate. Se cultiva en la colección de higueras de Montserrat Pons i Boscana en Llucmajor, Islas Baleares.

## Sinonimia
- „Barraquera“,[4][6][7]

## Historia
Actualmente la cultiva en su colección de higueras baleares Montserrat Pons i Boscana, rescatada de un ejemplar o higuera madre localizada en el predio "can Barraquer" término de Sinéu propiedad de Pep Feliu i Planas, en un campo de cultivo obtenido a partir de un terreno vestido de monte. Pep y su padre desbrozaron el monte con los únicos medios de su esfuerzo, y procedieron a la plantación de más de 500 higueras en el nuevo terreno de cultivo.
La variedad 'Borda Barraquer' es originaria de Sinéu, pero no es ni cultivada, ni conocida en ningún otro lugar de la isla de Mallorca.

## Características
La higuera 'Borda Barraquer' es una variedad unífera de tipo higo común. Árbol de vigorosidad mediana-alta, porte esparcido, copa roma, densa de ramaje esparcido y follaje regular, con emisión de rebrotes nulo. Sus hojas son de 3 lóbulos (70%), de 5 lóbulos (20%) y de 1 lóbulo (10%). Sus hojas con dientes presentes márgenes ondulados, con un ángulo peciolar obtuso. 'Borda Barraquer' tiene mucho desprendimiento de higos, un rendimiento productivo elevado y periodo de cosecha medio. La yema apical cónica de color verde amarillento.
Los frutos de la higuera 'Borda Barraquer' son higos de un tamaño de longitud x anchura:36 x 38mm, con forma urceolada bastante esférica, que presentan unos frutos medianos, simétricos de forma, uniformes de dimensiones que no presentan frutos aparejados ni tienen formaciones anormales, de unos 21,670 gramos en promedio, de epidermis con consistencia blanda, grosor de la piel delgado, con color de fondo azul difuso con sobre color azul oscuro mate. Ostiolo de 0 a 2 mm con escamas pequeñas oscuras. Pedúnculo de 2 a 3 mm cilíndrico verde claro. Grietas ausentes o longitudinales escasas y muy finas. Costillas marcadas. Con un ºBrix (grado de azúcar) de 24 dulce sabroso, con color de la pulpa rojo intenso. Con cavidad interna pequeña, con aquenios pequeños en gran cantidad. Los frutos maduran durante un periodo de cosecha medio, de un inicio de maduración de los higos sobre el 2 de septiembre al 14 de octubre. Rendimiento productivo elevado y periodo de cosecha medio.
Se usa como higos frescos en alimentación humana y frescos y secos en alimentación de ganado porcino y ovino. Fácil abscisión de pedúnculo y presentan a veces una gota de miel en el ostiolo. Bastante resistentes a las lluvias, a la apertura del ostiolo y muy sensibles al transporte. Suficientemente resistentes al desprendimiento.

## Cultivo
'Borda Barraquer', se utiliza como higos frescos en alimentación humana y frescos y secos en alimentación de ganado porcino y ovino. Se está tratando de recuperar de ejemplares cultivados en la colección de higueras baleares de Montserrat Pons i Boscana en Llucmajor.